# LDB1
LDB1‏ (LIM domain binding 1) هوَ بروتين يُشَفر بواسطة جين LDB1 في الإنسان.

## التفاعل
لقد ثبت أن LDB1 يتفاعل مع بروتينات أخرى مثل LMO4 وTCF3 وTAL1 وCBFA2T3.